# 河内天美駅

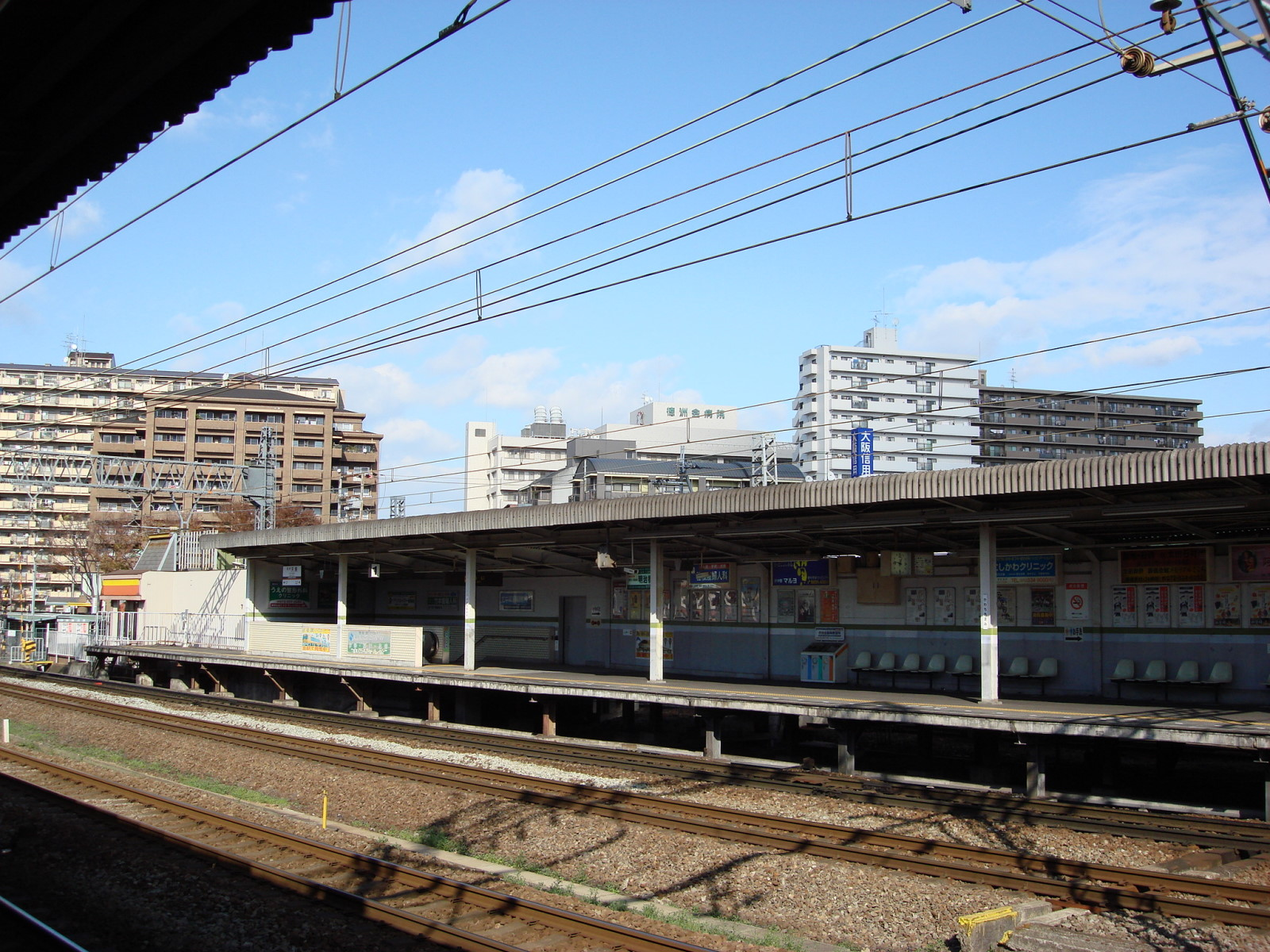
阿部野橋方面を望む

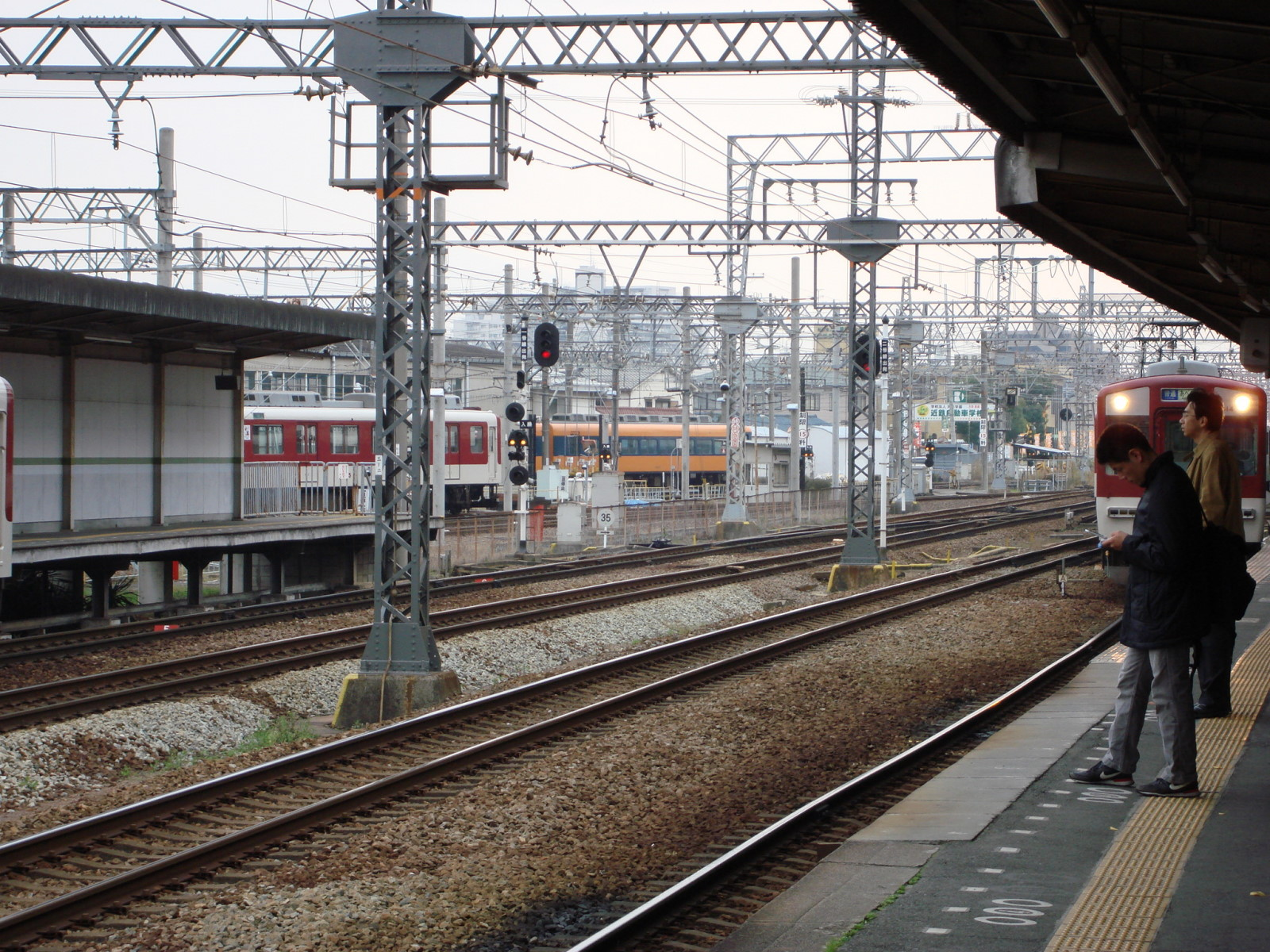
吉野方面を望む（後方は天美車庫）

河内天美駅（かわちあまみえき）は、大阪府松原市天美南三丁目にある、近畿日本鉄道南大阪線の駅。副駅名は阪南大学前。駅番号はF07。

## 歴史
- 1923年（大正12年）4月13日：大阪鉄道の大阪天王寺（現在の大阪阿部野橋） - 布忍間開通時に、天美車庫前駅として開業[1]。
- 1933年（昭和8年）4月1日：河内天美駅に改称[2]。
- 1943年（昭和18年）2月1日：関西急行鉄道が大阪鉄道を合併[1]。関西急行鉄道天王寺線の駅となる。
- 1944年（昭和19年）6月1日：戦時統合により関西急行鉄道が南海鉄道（現在の南海電気鉄道の前身。後に再独立）と合併、近畿日本鉄道南大阪線の駅となる[1]。
- 1957年（昭和32年）7月：上り待避線設置。
- 1972年（昭和47年）12月：下り待避線設置とともに構内配線変更。現在と同じ中央に通過線のある相対式ホームとなる。
- 1993年（平成5年）7月：地下駅舎化。
  - 地下化以前はホームごとに駅舎があり、2つのホームの行き来はできなかった。
- 2007年（平成19年）4月1日：PiTaPa使用開始[3]。

## 駅構造
複線の通過線の両側に、相対式2面2線ホームを持つ待避駅。新幹線型の待避構造を持つ。ホーム有効長は6両。改札口・コンコースは地下、ホームは地上に設けられている。改札口は1ヶ所だが、駅入り口に近くなるように二手に分けて自動改札機を配置している。またコンコースは、駅の東西を結ぶ地下道を兼ねる。バリアフリー設備として、両ホーム中ほどに設置されているトイレのうち 大阪阿部野橋駅方面ホームのトイレがバリアフリートイレとなっているほか、古市方面行きホームに上りエスカレーターとエレベーターが、東側（古市方面）出口にコンコースとの移動エレベーター、また大阪阿部野橋駅方面ホームに上りエスカレーターと、西側（大阪阿部野橋方面）出口の地上～地下コンコース間と改札内～大阪阿部野橋駅方面行きホーム間の移動用途を兼ねるエレベーターがある。（ただしドアの開閉制限により、改札を介さない形式の出口～ホーム移動などはできない）

### のりば
| のりば | 路線       | 方向 | 行先             |
| ------ | ---------- | ---- | ---------------- |
| 1      | F 南大阪線 | 下り | 古市方面         |
| 4      | F 南大阪線 | 上り | 大阪阿部野橋方面 |

※前述の通り、2・3番線はホームのない通過線のため、ホームとしては欠番である。

## 特徴

### 駅設備・営業面
- 藤井寺駅が管理する有人駅で、PiTaPa・ICOCA対応の自動改札機および自動精算機（回数券カードおよびICカードのチャージに対応）が設置されている。
- 定期券や特急券は専用の自動券売機で購入可能であり、一部時期に限り駅窓口での発券対応も行われている[5]。

### 停車列車
- 普通列車のみが停車する[6]。なお、かつては朝ラッシュ時に大阪阿部野橋発当駅止まりの準急（途中停車駅は矢田駅）が運転されていたことがある。
- 当駅に隣接して古市検車区天美車庫がある関係で、大阪阿部野橋駅 - 当駅間の区間運転列車が1本、古市方面への当駅始発列車が平日に3本設定されている[7]。また、ダイヤ異常時には当駅で列車の折り返しが行われる。

- 当駅隣接の阪南大学が入試日の場合は、当駅 - 大阪阿部野橋駅間で普通列車が増発され、準急が臨時停車することがある。

## 利用状況
2023年11月7日における1日乗降人員は14,890人である。南大阪線の準急通過駅では最多、全駅では大阪阿部野橋駅・藤井寺駅・河内松原駅・古市駅・橿原神宮前駅に次ぐ6位。
近年における1日乗降人員の推移は下表の通り。
| 年度               | 特定日利用状況 | 特定日利用状況 | 特定日利用状況 | 特定日利用状況 | 1日平均 乗車人員 | 出典        | 出典          |
| 年度               | 調査日         | 乗車人員       | 降車人員       | 乗降人員       | 1日平均 乗車人員 | 近鉄        | 大阪府        |
| ------------------ | -------------- | -------------- | -------------- | -------------- | ---------------- | ----------- | ------------- |
| 1990年（平成02年） | 11月06日       | 14,004         | 13,846         | 27,850         | 14,455           |             | [ 大阪府 1 ]  |
| 1991年（平成03年） | -              | -              | -              | -              | 14,317           |             | [ 大阪府 2 ]  |
| 1992年（平成04年） | 11月10日       | 12,603         | 12,203         | 24,806         | 13,698           |             | [ 大阪府 3 ]  |
| 1993年（平成05年） | -              | -              | -              | -              | 13,648           |             | [ 大阪府 4 ]  |
| 1994年（平成06年） | -              | -              | -              | -              | 13,333           |             | [ 大阪府 5 ]  |
| 1995年（平成07年） | 12月05日       | 12,961         | 12,353         | 25,314         | 13,318           |             | [ 大阪府 6 ]  |
| 1996年（平成08年） | -              | -              | -              | -              | 12,996           |             | [ 大阪府 7 ]  |
| 1997年（平成09年） | -              | -              | -              | -              | 12,634           |             | [ 大阪府 8 ]  |
| 1998年（平成10年） | 11月10日       | 11,658         | 11,396         | 23,054         | 12,213           |             | [ 大阪府 9 ]  |
| 1999年（平成11年） | -              | -              | -              | -              | 11,923           |             | [ 大阪府 10 ] |
| 2000年（平成12年） | 11月07日       | 10,842         | 11,141         | 21,983         | 11,571           | [ 近鉄 1 ]  | [ 大阪府 11 ] |
| 2001年（平成13年） | -              | -              | -              | -              | 11,151           |             | [ 大阪府 12 ] |
| 2002年（平成14年） | -              | -              | -              | -              | 9,945            |             | [ 大阪府 13 ] |
| 2003年（平成15年） | 11月11日       | 9,108          | 9,249          | 18,357         | 9,587            | [ 近鉄 2 ]  | [ 大阪府 14 ] |
| 2004年（平成16年） | -              | -              | -              | -              | 9,268            |             | [ 大阪府 15 ] |
| 2005年（平成17年） | 11月08日       | 8,773          | 8,765          | 17,538         | 9,107            | [ 近鉄 3 ]  | [ 大阪府 16 ] |
| 2006年（平成18年） | -              | -              | -              | -              | 8,988            |             | [ 大阪府 17 ] |
| 2007年（平成19年） | -              | -              | -              | -              | 8,956            |             | [ 大阪府 18 ] |
| 2008年（平成20年） | 11月18日       | 8,274          | 8,163          | 16,437         | 8,756            |             | [ 大阪府 19 ] |
| 2009年（平成21年） | -              | -              | -              | -              | 8,518            |             | [ 大阪府 20 ] |
| 2010年（平成22年） | 11月09日       | 8,197          | 8,059          | 16,256         | 8,468            | [ 近鉄 4 ]  | [ 大阪府 21 ] |
| 2011年（平成23年） | -              | -              | -              | -              | 8,404            |             | [ 大阪府 22 ] |
| 2012年（平成24年） | 11月13日       | 8,004          | 8,077          | 16,081         | 8,360            | [ 近鉄 5 ]  | [ 大阪府 23 ] |
| 2013年（平成25年） | -              | -              | -              | -              | 8,511            |             | [ 大阪府 24 ] |
| 2014年（平成26年） | -              | -              | -              | -              | 8,322            |             | [ 大阪府 25 ] |
| 2015年（平成27年） | 11月10日       | 8,395          | 8,446          | 16,841         | 8,571            | [ 近鉄 6 ]  | [ 大阪府 26 ] |
| 2016年（平成28年） | -              | -              | -              | -              | 8,580            |             | [ 大阪府 27 ] |
| 2017年（平成29年） | -              | -              | -              | -              | 8,645            |             | [ 大阪府 28 ] |
| 2018年（平成30年） | 11月13日       | 8,451          | 8,507          | 16,958         | 8,646            | [ 近鉄 7 ]  | [ 大阪府 29 ] |
| 2019年（令和元年） | -              | -              | -              | -              | 8,708            |             | [ 大阪府 30 ] |
| 2020年（令和02年） | -              | -              | -              | -              | 5,934            |             | [ 大阪府 31 ] |
| 2021年（令和03年） | 11月09日       | 8,199          | 8,245          | 16,444         | 7,061            | [ 近鉄 8 ]  | [ 大阪府 32 ] |
| 2022年（令和04年） | 11月08日       | 7,547          | 7,604          | 15,151         | 7,912            | [ 近鉄 9 ]  | [ 大阪府 33 ] |
| 2023年（令和05年） | 11月07日       |                |                | 14,890         |                  | [ 近鉄 10 ] |               |

## 駅周辺

### 学校
- 阪南大学
- 松原市立松原第二中学校
- 松原市立天美小学校
- 松原市立天美南小学校
- 近鉄自動車学校 - 名前に「近鉄」が含まれるが、これは近鉄沿線にあると言う意味であり、近鉄グループとは無関係である。そのため近鉄の車内広告に限り「天美の自動車学校」名義を用いている。

### 商業施設
- スーパーマーケットKINSHO 天美店
- 万代 天美店
- ドラッグセガミ 天美店
- セブンパーク天美・ライフ セブンパーク天美店（2021年11月17日正式開業、北東へ徒歩15分・または後述の新設路線バスが駅前のりばから利用可能）[8][9]

### 金融機関
- りそな銀行 天美出張所
- 大阪信用金庫 天美支店
- JA大阪中河内 天美支店
- 松原天美郵便局
- 三菱UFJ銀行 天美駅前ATM

### 病院その他
- 松原徳洲会病院
- 天美図書館

## バス路線
一般路線バスは近鉄バスと南海バスの運行。駅前のロータリーに発着する。停留所名は「河内天美駅前」。
このほか、駅から北西に約700メートルほど離れたところにある「天美西住宅前」停留所からは平日のみ北港観光バスのあびこ・天美北線が発着している。

### 近鉄バス
かつては大堀線が運行していたが、2017年4月1日に運行取り止め。その後、2021年11月17日に市内に大型商業施設・セブンパーク天美が開業することに伴い、約4年半振りに当駅への近鉄バス路線の乗り入れが再開された。
この路線が発着する1番のりばからは、平日のみ運行の松原市ぐるりん号北ルート（松原市役所方面）も発着している。ぐるりん号は駅近くの松原徳洲会病院前から西ルート（松ヶ丘2丁目経由松原市役所前方面）も利用可能（北ルートも経由）。　
| のりば | 路線名             | 系統・行先            | 備考                                                                              |
| ------ | ------------------ | --------------------- | --------------------------------------------------------------------------------- |
| 1      | セブンパーク天美線 | 7番：セブンパーク天美 | 9時台までは東口、以降は西口発着が基本（一部東口経由・東中央口経由または発着あり） |

### 南海バス
2番のりばに発着。
| のりば | 路線名     | 系統・行先      |
| ------ | ---------- | --------------- |
| 2      | 河内天美線 | 9系統：堺東駅前 |

## 隣の駅
近畿日本鉄道
F 南大阪線
■急行・■区間急行・■準急
通過
■普通
矢田駅 (F06) - 河内天美駅 (F07) - 布忍駅 (F08)
- 括弧内は駅番号を示す。

### 記事本文